# Helicobacter hepaticus
Helicobacter hepaticus ist ein gramnegatives, mikroaerophiles Bakterium, das im Darm und der Leber von Mäusen vorkommt und Leberentzündungen und -krebs auslösen kann. Es handelt sich dabei um einen nahen Verwandten des Helicobacter pylori, der beim Menschen als Erreger von Magenkrebs eine wichtige Rolle spielt.
Vor allem aufgrund seiner nahen Verwandtschaft mit H. pylori ist dieses Bakterium von Bedeutung für die Krebsforschung, da man hofft, aufgrund seiner Pathogenität bei Mäusen Rückschlüsse auf die Krebsentstehung beim Menschen schließen zu können.

## Genomforschung
Im Rahmen des Genomforschungsprojektes GenoMik wurde das Genom von H. hepaticus im Jahr 2003 vollständig entschlüsselt. Dabei handelte es sich um ein Gemeinschaftsprojekt der Arbeitsgruppe von Sebastian Suerbaum am Institut für Medizinische Mikrobiologie an der Medizinischen Hochschule Hannover, des Massachusetts Institute of Technology (MIT) in den USA, sowie den Firmen MWG Biotech AG und GeneData. Ein wichtiges Ergebnis der Genomsequenzierung war die Identifizierung einer Genomregion mit niedrigem GC-Gehalt (Hinweis auf Erwerb dieser Region durch horizontalen Gentransfer), die mehrere mögliche Virulenzgene enthält und eine mögliche „Pathogenitätsinsel“ (HHGI1) darstellt.